# Hugh Dillon
Hugh Dillon (Kingston, 31 maggio 1963) è un attore e cantante canadese.

## Carriera

### Carriera musicale
Iniziò la carriera musicale nel 1987, anno in cui entrò a far parte del gruppo musicale di genere hard rock Headstones come cantante. Tra il 1993 e il 2002 incise insieme al gruppo cinque album e una compilation, che raccolsero un certo successo in Canada.
Dopo lo scioglimento del gruppo avvenuto nel 2003 Dillon fondò gli Hugh Dillon Redemption Choir, un gruppo di genere indie rock con influenze country, pop, punk rock e new wave, con cui nel 2005 pubblicò l'album The High Co$t of Low Living. Nel 2009 pubblicò inoltre un album solista dal titolo Works Well with Others.
Nel 2011 gli Headstones si riunirono e nel 2013 incisero il loro settimo album dal titolo Love + Fury.

### Carriera recitativa
La carriera recitativa di Dillon iniziò nel 1994, anno in cui recitò nel film Dance Me Outside diretto da Bruce McDonald. L'anno successivo recitò in piccoli ruoli nel film Curtis's Charm e nel film per la televisione Prince for a Day e nel 1996 recitò nel ruolo del protagonista Joe Dick nel film Hard Core Logo, nuovamente diretto da Bruce McDonald. Dopo tre anni di pausa, nel 1999 tornò a recitare apparendo nel film diretto da Carl Bessai Johnny. Da quel momento in poi iniziò ad apparire in numerose produzioni sia cinematografiche che televisive.
Per quanto riguarda le sue apparizioni cinematografiche è ricordato soprattutto per essere apparso nei film Lone Hero con Robert Forster e Sean Patrick Flanery, Licantropia con Katharine Isabelle e Emily Perkins, Down to the Bone con Vera Farmiga, Assault on Precinct 13 con Ethan Hawke e Laurence Fishburne, Trailer Park Boys: The Movie grazie al quale ottenne una nomination ai Genie Awards del 2007 nella categoria miglior attore non protagonista e Down to the Dirt con Robert Joy.
In ambito televisivo iniziò ad apparire come guest star in serie televisive come Degrassi: The Next Generation, Blue Murder, L'undicesima ora e ReGenesis, finché nel 2007 non ottenne uno dei ruoli per cui è maggiormente conosciuto dal grande pubblico, ossia quello del detective Mike Sweeney nella serie televisiva Durham County. La serie durò fino al 2010 per un totale di diciotto episodi e grazie alle sue performance Dillon ottenne due nomination ai Gemini Awards e due al Monte-Carlo Television Festival nella categoria miglior attore in una serie drammatica.
Nel 2008 entrò a far parte del cast principale della serie televisiva Flashpoint nel ruolo del sergente Ed Lane. Dillon recitò in questo ruolo fino al termine della serie, avvenuto nel 2012 dopo la produzione di cinque stagioni per un totale di settantacinque episodi. Inoltre, Hugh Dillon ottenne un ruolo minore in un film della Jennifer Lynch intitolato Surveillance, il quale fu presentato al Festival di Cannes fuori concorso ottenendo dei riconoscimenti. Nel 2013, entrò a far parte del cast principale della terza stagione della serie televisiva The Killing nel ruolo di Francis Becker e venne ingaggiato per recitare in un arco narrativo di Continuum.
Tra il 2015 e il 2017 è nel cast della serie canadese/ungherese X Company, ambientata tra il Canada e la Francia occupata dai nazisti durante la Seconda Guerra Mondiale. Dal 2018 al 2021 fa parte del cast di Yellowstone nel ruolo ricorrente dello sceriffo Haskell.

## Filmografia

### Attore

#### Cinema
- Dance Me Outside, regia di Bruce McDonald (1994)
- Curtis's Charm, regia di John L'Ecuyer (1995)
- Hard Core Logo, regia di Bruce McDonald (1996)
- Johnny, regia di Carl Bessai (1999)
- Lone Hero, regia di Ken Sanzel (2002)
- Down to the Bone, regia di Debra Granik (2004)
- Licantropia (Ginger Snaps Back: The Beginning), regia di Grant Harvey (2004)
- Assault on Precinct 13, regia di Jean-François Richet (2005)
- Hope & a Little Sugar, regia di Tanuja Chandra (2006)
- Trailer Park Boys: The Movie, regia di Mike Clattenburg (2006)
- About Face, regia di Chad Maker (2008)
- Surveillance, regia di Jennifer Chambers Lynch (2008)
- Down to the Dirt, regia di Justin Simms (2008)
- Dark Harvest, regia di James Hutson (2016)
- I segreti di Wind River (Wind River), regia di Taylor Sheridan (2017)
- 2030 - Fuga per il futuro (The Humanity Bureau), regia di Rob W. King (2017)
- Sei ancora qui - I Still See You (I Still See You), regia di Scott Speer (2018)

#### Televisione
- Prince for a Day, regia di Corey Blechman – film TV (1995)
- Twitch City – serie TV, 2 episodi (1998-2000)
- Degrassi: The Next Generation – serie TV, 3 episodi (2002-2003)
- Blue Murder – serie TV, episodio 3x12 (2003)
- Starhunter – serie TV, episodio 2x03 (2003)
- L'undicesima ora (The Eleventh Hour) – serie TV, episodio 1x07 (2004)
- The Love Crimes of Gillian Guess, regia di Bruce McDonald – film TV (2004)
- The Wool Cap - Il berretto di lana (The Wool Cap), regia di Dan Curtis – film TV (2004)
- ReGenesis – serie TV, 3 episodi (2004-2005)
- Our Fathers, regia di Dan Curtis – film TV (2005)
- Durham County – serie TV, 18 episodi (2007-2010)
- The Gathering – miniserie TV, 2 episodi (2007)
- The Quality of Life, regia di John Fawcett – film TV (2008)
- Of Murder and Memory, regia di David Wellington – film TV (2008)
- Flashpoint – serie TV, 75 episodi (2008-2012)
- The Killing – serie TV, 10 episodi (2013)
- Continuum – serie TV, 7 episodi (2013-2014)
- Things You Shouldn't Say Past Midnight – serie TV, 8 episodi (2014)
- X Company – serie TV, 25 episodi (2015-2017)
- The Expanse – serie TV, 3 episodi (2017)
- Twin Peaks – serie TV, episodio 1x07 (2017)
- Yellowstone – serie TV, 13 episodi (2018-2021)
- Mayor of Kingstown – serie TV, 10 episodi (2021-in corso)

#### Cortometraggi
- Issues, regia di Enrico Colantoni e Hugh Dillon (2011)
- The Offer, regia di Winnifred Jong (2015)
- Cosmology, regia di Ian Harnarine (2017)

### Doppiatore

#### Videogiochi
- Left 4 Dead 2 (2009)

### Regista

#### Cortometraggi
- Issues, codiretto con Enrico Colantoni (2011)

## Doppiatori italiani
Nelle versioni in italiano delle opere in cui ha recitato, Hugh Dillon è stato doppiato da:
- Alessio Cigliano in Flashpoint, I segreti di Wind River
- Sergio Di Giulio in Licantropia
- Michele D'Anca in Assault on Precinct 13
- Gaetano Varcasia in Durham County
- Alberto Angrisano in The Killing
- Massimiliano Lotti in Continuum (st. 2)
- Dario Oppido in Continuum (ep. 3x01)
- Edoardo Nordio in The Expanse
- Vladimiro Conti in Twin Peaks
- Antonio Palumbo in Yellowstone
- Enrico Pallini in Mayor of Kingstown